# Postel Sport Football Club
Le Postel Sport est un club de football basé au Bénin, évoluant dans la ville de Porto-Novo.

## Histoire
En 1991, le club remporte le championnat de première division du Bénin,.

## Stade
Le club joue au Stade Charles de Gaulle de Porto-Novo.

## Palmarès
- Championnat du Bénin (1) :
  - Champion : 1991

## Performances dans les compétitions de la CAF
- Coupe des clubs champions africains : Une apparition
  - 1992 : Premier tour